# Hôpital de Riquewihr
L'hôpital de Riquewihr est un monument historique situé à Riquewihr, dans le département français du Haut-Rhin.

## Localisation
Ce bâtiment est situé au 14, place des Trois-Églises à Riquewihr.

## Historique
L'édifice fait l'objet d'une inscription au titre des monuments historiques depuis 1930.
L'édifice fait l'objet d'une inscription au titre des monuments historiques depuis 1987.